# Istaev
Istaev, un dios germánico, según Tácito uno de los tres hijos de Mannus, junto a Ing y a Irmin. 

## Mitología germánica
Según los primeros conocimientos de la cultura y mitología germánicas referidos por el historiador romano Tácito, Istaev era el fundador de las tribus germánicas de los istvaeones, "descendientes de Istaev" por definición, que según Tácito se establecían en las fronteras orientales del Rin, del mismo modo que sus hermanos Irmin a Ing eran los fundadores de los irminones y de los ingvaeones respectivamente.
- Datos: Q5815153